# Sjuan
Sjuan is een Zweedse televisiezender. Het is een onderdeel van TV 4 AB. De zender richt zich op entertainment, sport en lifestyle. In 2003 was de eerste uitzending.